# Henny Ravestein
 Hendrika (Henny) Ravestein (Leiden 29 mei 1937 – Leiden, 20 februari 2010) was een Nederlands violiste en vioolpedagoge.
Ze was dochter van architect Johannes Ravestein en Geertruida Hoogendoorn, wonende aan de Pieterskerkgracht 16.  Henny was de oudere zus van politica Francisca Ravestein. Zij was sinds 1970 getrouwd met de pianist en dirigent Henk Briër.
Ravestein studeerde eerst viool bij Nap de Klijn aan het Haags conservatorium en vervolgens drie jaar aan de Juilliard School of Music bij Ivan Galamian. Ze gaf in haar Amerikaanse periode ook wel concerten onder andere tijdens Wereldtentoonstelling 1967 in Montréal. Ze maakte in die periode deel uit van het Mendelssohn Trio met cellist Elias Aricuren en pianist Jan van der Meer (1928-2017). Ze was net als haar man jarenlang verbonden aan (voorlopers van) de Streekmuziekschool Leiden, alwaar ze als dirigent ook wel leiding gaf aan het strijkorkest. Ze had als concertmeester zitting in het Kamerorkest Madrigaleso geleid door haar man.
Naast het vioolspelen, vertaalde zij het boek 'Stage fright' (plankenkoorts) van Kató Havas. 